# Bataille de Losecoat Field
Pour un article plus général, voir Guerre des Deux-Roses.
Guerre des Deux-Roses
Batailles
La bataille de Losecoat Field (appelée aussi bataille d'Empingham) fut livrée le 12 mars 1470 pendant la guerre des Deux-Roses. Elle opposa les forces du baron Robert Welles, soutenant la rébellion de Richard Neville, à celles du roi Édouard IV, et se termina par la victoire de l'armée royale.

## Situation
En juillet 1469, Richard Neville a vaincu l'armée royale lors de la bataille d'Edgecote Moor et a capturé le roi Édouard IV. Toutefois, grâce au soutien de son frère Richard, duc de Gloucester, le roi a pu être libéré et a repris le pouvoir. Aussi, en mars 1470, Neville se trouve dans une position similaire à celle dans laquelle il était avant la bataille d'Edgecote. Il n'exerce plus aucun pouvoir sur la politique d'Édouard IV et cherche à le remplacer par son frère Georges, duc de Clarence afin de regagner son influence. 
Quand sa famille tombe en défaveur auprès du roi en 1470, Sir Robert Welles, 8e baron de Willoughby d'Eresby, demande l'aide de Neville. Celui-ci juge que le temps est venu pour fomenter un autre coup d'état et Welles commence à rassembler des troupes dans le Lincolnshire afin de lancer une rébellion contre le roi. Les troubles dans le Lincolnshire poussent Édouard IV à agir et il rassemble une armée qui se met en marche le 4 mars. La nouvelle que cette armée approche rapidement répand la panique parmi la population du Lincolnshire. À cause d'une mauvaise interprétation volontaire de Welles, la rumeur se répand que le roi vient pendre les rebelles précédemment pardonnés d'Edgecote Moor.
Avec les encouragements de Neville et du duc de Clarence, Sir Robert Welles se proclame grand capitaine du peuple du Lincolnshire et des proclamations sont envoyées à travers le comté pour requérir l'assistance de chaque homme afin de se joindre à la résistance contre l'autorité royale. Le 7 mars, Édouard IV apprend que les rebelles marchent sur Stamford avec une armée de 100 000 hommes recrutés dans les comtés du Lincolnshire et du Yorkshire. Le roi reçoit plus tard des lettres de Neville et de son frère Georges lui indiquant qu'ils marchent vers le nord avec leurs hommes pour le soutenir, et il délivre des brevets autorisant Neville à lever des troupes. C'est alors qu'il apprend que les rebelles se dirigent désormais vers Leicester ainsi que Neville et le duc de Clarence, ce qui ne lui laisse plus aucun doute sur leurs réelles intentions. 
Sir Robert Welles reçoit alors une lettre du roi lui intimant de disperser son armée, sous peine de quoi son père (prisonnier d'Édouard IV) sera exécuté. Welles fait alors faire demi-tour à ses troupes et retourne vers Stamford, manquant ainsi son rendez-vous avec les troupes de Neville.

## La bataille
Les éclaireurs d'Édouard IV l'informent que l'armée rebelle est à quelques kilomètres de Stamford, rangée en ordre de bataille au nord de Tickencote Warren, près d'Empingham. Édouard positionne ses hommes au nord de l'armée de Welles et, quand les deux armées sont en vue l'une de l'autre, il fait exécuter le père de Welles publiquement. Cet acte déclenche l'avancée des rebelles (qui sont au nombre de 30 000) aux cris de « Warwick » et de « Clarence ». Édouard IV donne l'ordre d'effectuer un tir de barrage de boulets de canons, après quoi il lance la charge sur ses ennemis. La bataille se termine avant même d'avoir commencé car les rebelles rompent alors les rangs et prennent la fuite plutôt que d'affronter les expérimentées troupes royales.
Sir Robert Welles, ainsi que son second Richard Warren, est capturé pendant la déroute et tous deux sont exécutés le 19 mars à Doncaster.

## Conséquences
Sur le témoignage de Welles et des autres chefs rebelles capturés, Édouard IV proclame que Richard Neville et le duc de Clarence sont les instigateurs de la révolte et tous deux sont déclarés traîtres. Forcés de fuir en France, ils sont accueillis à la Cour du roi Louis XI qui suggère une alliance entre eux et Marguerite d'Anjou, l'épouse d'Henri VI, et ces deux anciens ennemis parviennent à un accord. Un mariage est conclu entre Édouard de Westminster, le fils de Marguerite, et Anne Neville, la fille de Richard, qui réalise alors une invasion de l'Angleterre au mois d'octobre 1470. Édouard IV est forcé de fuir en Bourgogne et Henri VI est rétabli sur le trône d'Angleterre, mais pour quelques mois seulement car Édouard IV va à son tour préparer sa revanche et remporter en 1471 les batailles décisives de Barnet et de Tewkesbury.

## Sources
- (en) Cet article est partiellement ou en totalité issu de l’article de Wikipédia en anglais intitulé « Battle of Losecoat Field » (voir la liste des auteurs).